# インド理科大学院
インド理科大学院（The Indian Institute of Science / IISc）はインドの国立の高等教育機関のひとつであり、バンガロールに設置されている。修士課程および博士課程を開設しており、48の専攻研究科と2000人以上の研究者を擁する。1909年創立。

## 概要
研究雑誌である『Current Science』によると、インド理科大学院の研究成果がインド国内では最多である最優秀研究機関とされる。2005年度には特別予算として10億ルピー（2005年現在で約25億円）が支給された。
インド理科大学院は、基礎研究と応用研究のみに専念する国立の研究機関でもなく、教育に重点を置く大学でもない存在でありながら、最先端の研究成果を出し続けつつ充実した教育も提供してきた。比較的小さい機関であるため、単位取得に基づく課程編成や研究評価の手法の開発など、最新の知識継承の仕組みを導入し開発することができ、教育態勢の変革を行なうことができたことが、その最大の理由であると言えるであろう。

## 沿革
スヴァーミ・ヴィヴェーカーナンダに啓発された実業家ジャムシェトジー・ヌッセルヴァーンジー・ターター（Jamsetji Nusserwanji Tata ; 1839-1904）は、「臨時委員会」を組織して、高等教育機関を立ち上げる準備を開始した。1898年12月31日、委員会で作成された計画書を、インド総督に指名されたジョージ・カーゾン卿に提出した。インド国務省は王立協会に諮問し、王立協会から意見を求められたウィリアム・ラムゼーは、インドを視察し、最終的にバンガルールにこれを設立することを推奨した。マイソール藩王国首相であったK・シェーシャードリ・アイヤルの後押しもあり、同藩王国の藩王であったクリシュナ・ラージャ4世がバンガルールの372エーカー（約1.5km²）の土地を寄贈して、インド理科大学院が創立された。初代の総長には、ラムゼーの共同研究者であったモーリス・トラヴァーズが就任した。